# レギオナルリーガ (ドイツサッカー)
レギオナルリーガ（Regionalliga）は、ドイツのサッカーにおける4部リーグに相当する。2012-13シーズンから、北部・北東部・西部・南西部・バイエルンの5ブロック制となっている。3.リーガ以上はプロリーグだが、レギオナルリーガ以下のリーグはアマチュアリーグである。
3.リーガ昇格を目指すクラブのほか、ブンデスリーガに在籍するクラブが、Bチームをアマチュアとして参加させることもある。
日本人選手としては、ハンブルガーSVに在籍する高原直泰が、Bチームの試合に出場し、2ゴールを挙げたことがある。
レギオナルリーガには、かつての東ドイツの強豪クラブも所属している。
3.リーガ新設にあたって、ブンデスリーガ所属クラブのBチームであっても3部へ昇格することができるようになった。ただし、そのクラブのAチームと同じディビジョンとなってしまうことは認められない。

## 歴史
レギオナルリーガは1963年から1974年まで西部・南部・北部・南西部・ベルリンの5ブロックによって構成され、西ドイツリーグの2部リーグであった。1974年、ブンデスリーガ2部が新設されるとそれまでのレギオナルリーガは廃止され、各地方リーグが3部リーグとなった。1994年のリーグ再編により再びレギオナルリーガが設定され、ブンデスリーガ1部・2部に次ぐ3番目のリーグとなった。このときのレギオナルリーガは北部・北東部・南部・西部/南西部と4ブロックで構成されていたが、2000年から北部と南部の2ブロック制に減らされた。そして2008年の3.リーガ新設によってレギオナルリーガは4部リーグとなり、リーグの編成も北部・南部・西部の3ブロック制へと変更された。
2012-13シーズンからは北部・北東部・西部・南西部・バイエルンの5ブロック制に変更された。
具体的な区割りは以下の通りである。
- レギオナルリーガ・ノルト（北部）：ニーダーザクセン、シュレースヴィヒ＝ホルシュタイン、ブレーメン、ハンブルクの各州
- レギオナルリーガ・ノルトオスト（北東部）：ブランデンブルク、ベルリン、メクレンブルク＝フォアポンメルン、 ザクセン＝アンハルト、テューリンゲン、ザクセンの各州
- レギオナルリーガ・ズュートヴェスト（南西部）：ラインラント＝プファルツ、ザールラント、ヘッセン、バーデン＝ヴュルテンベルクの各州
- レギオナルリーガ・ヴェスト（西部）：ノルトライン＝ヴェストファーレン
- レギオナルリーガ・バイエルン：バイエルン

### レギオナルリーガの区割り
レギオナルリーガの区割りの歴史を示したものである。

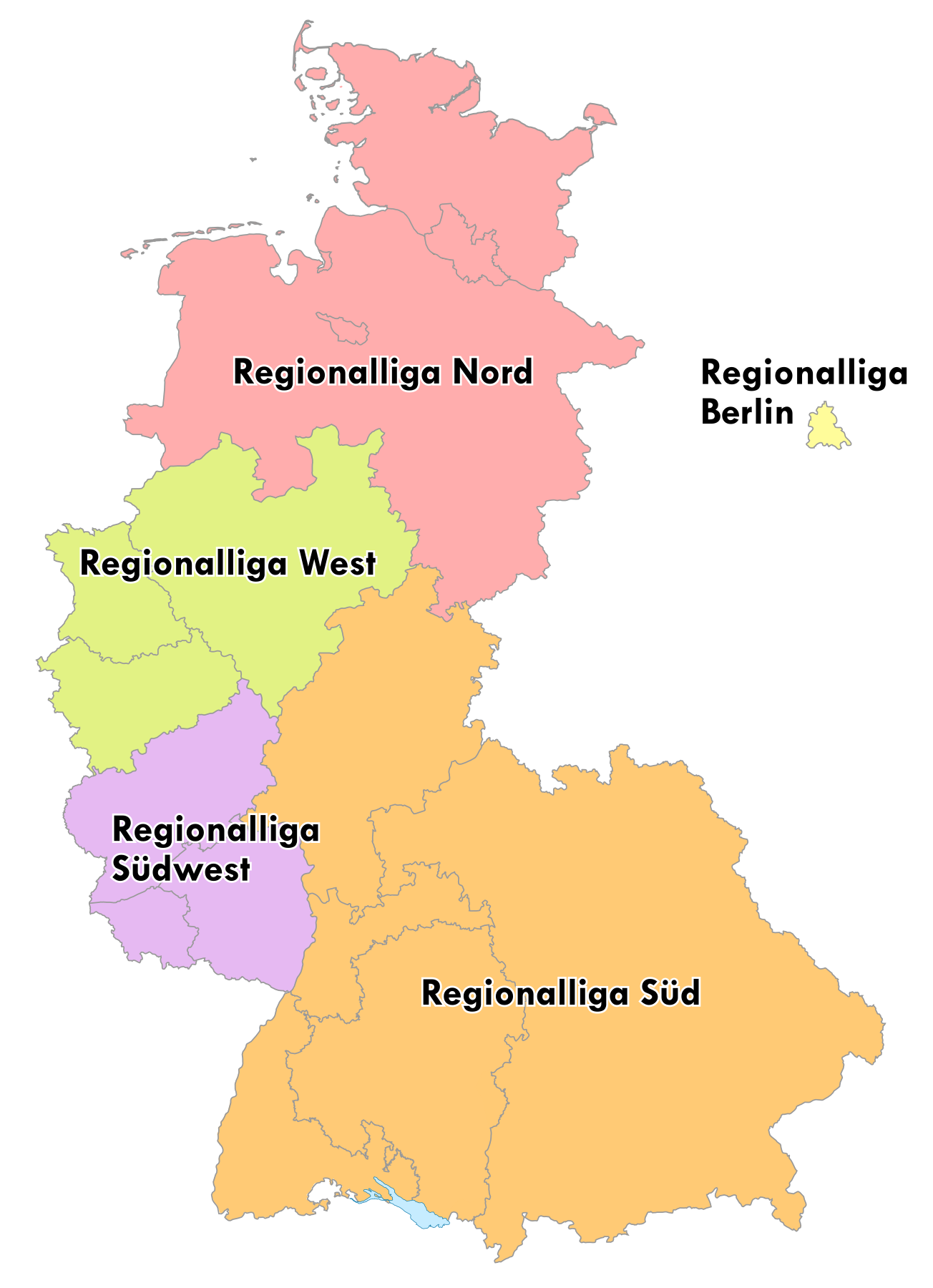
1963年から1974年
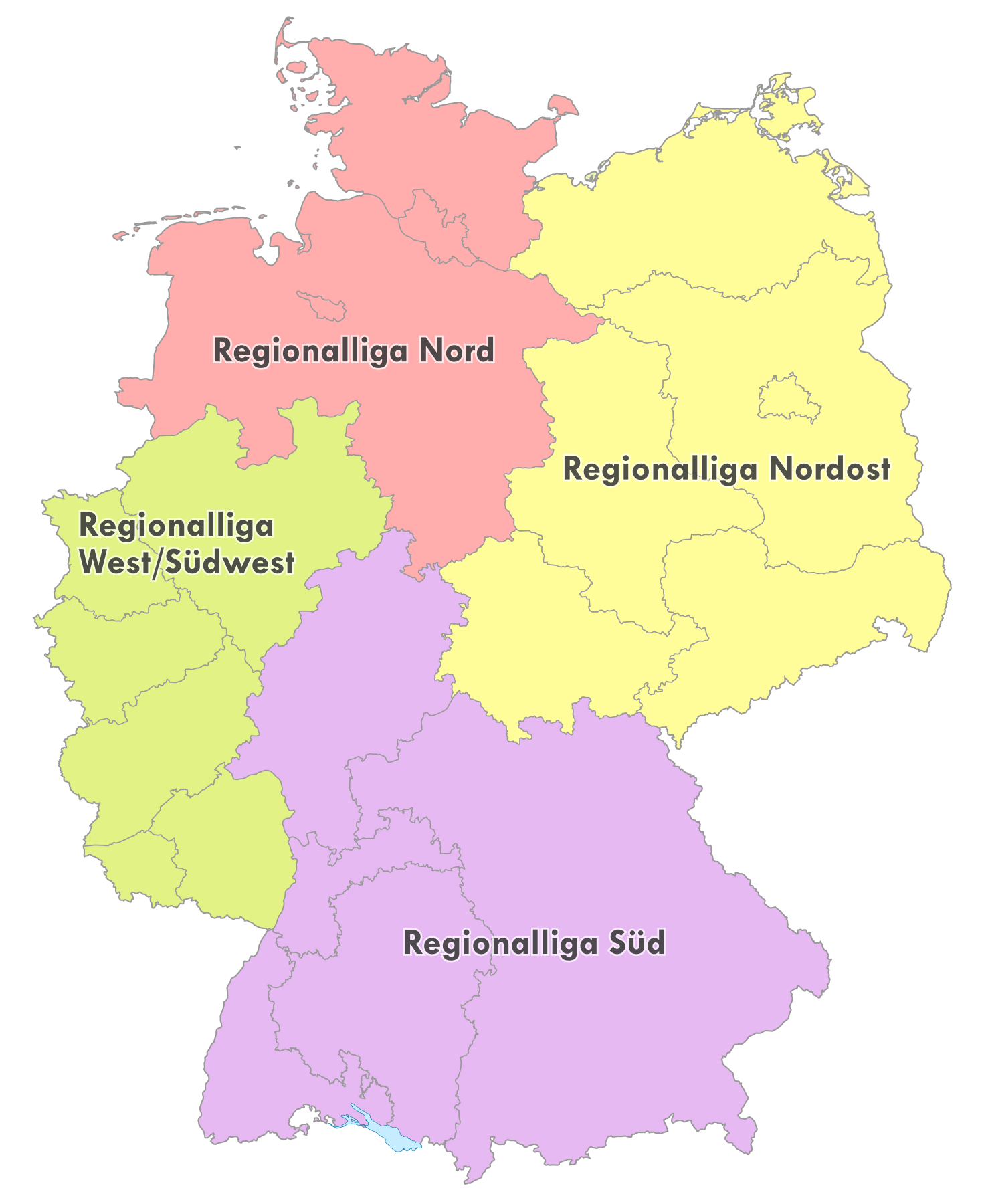
1994年から2000年
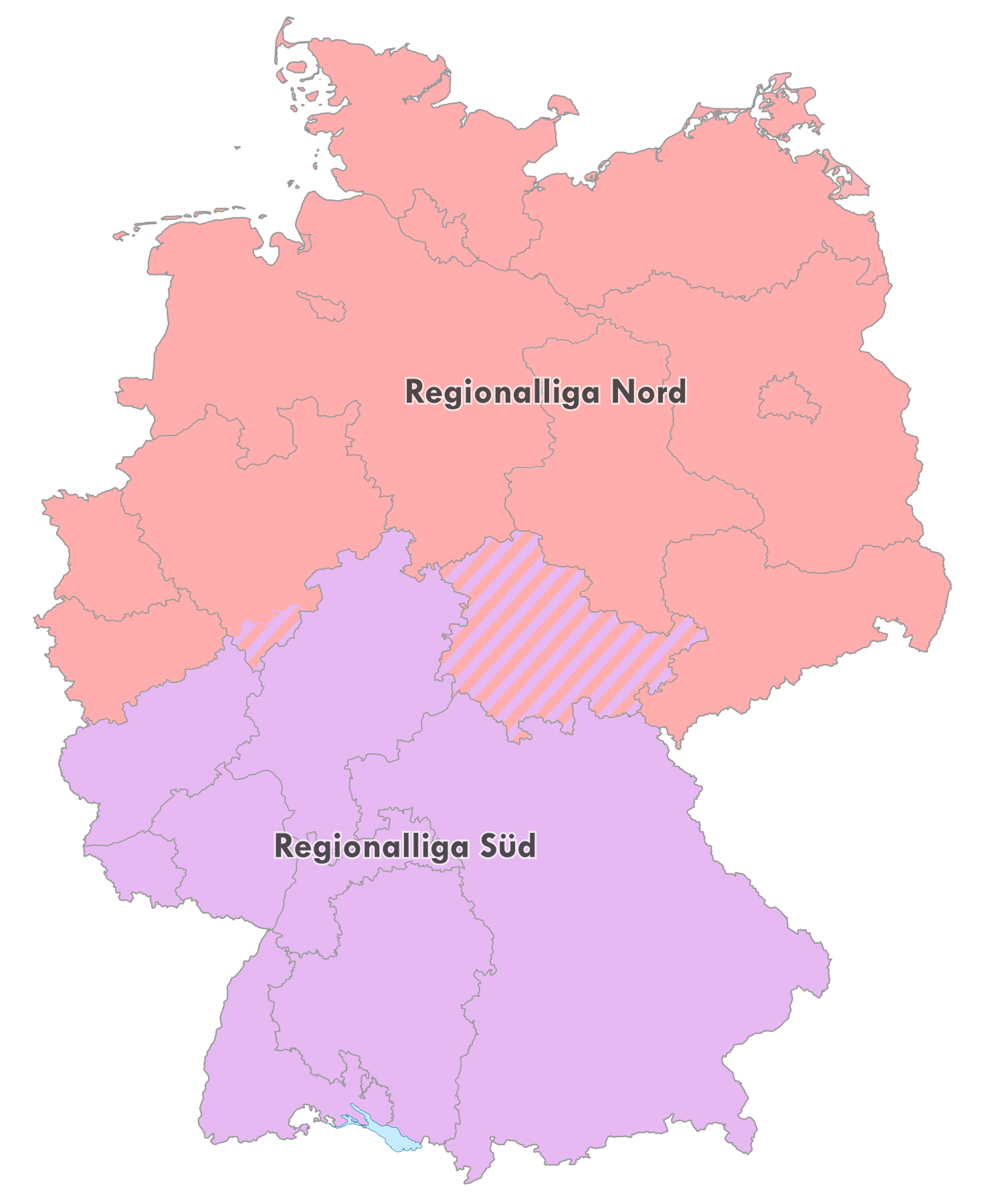
2000年から2008年
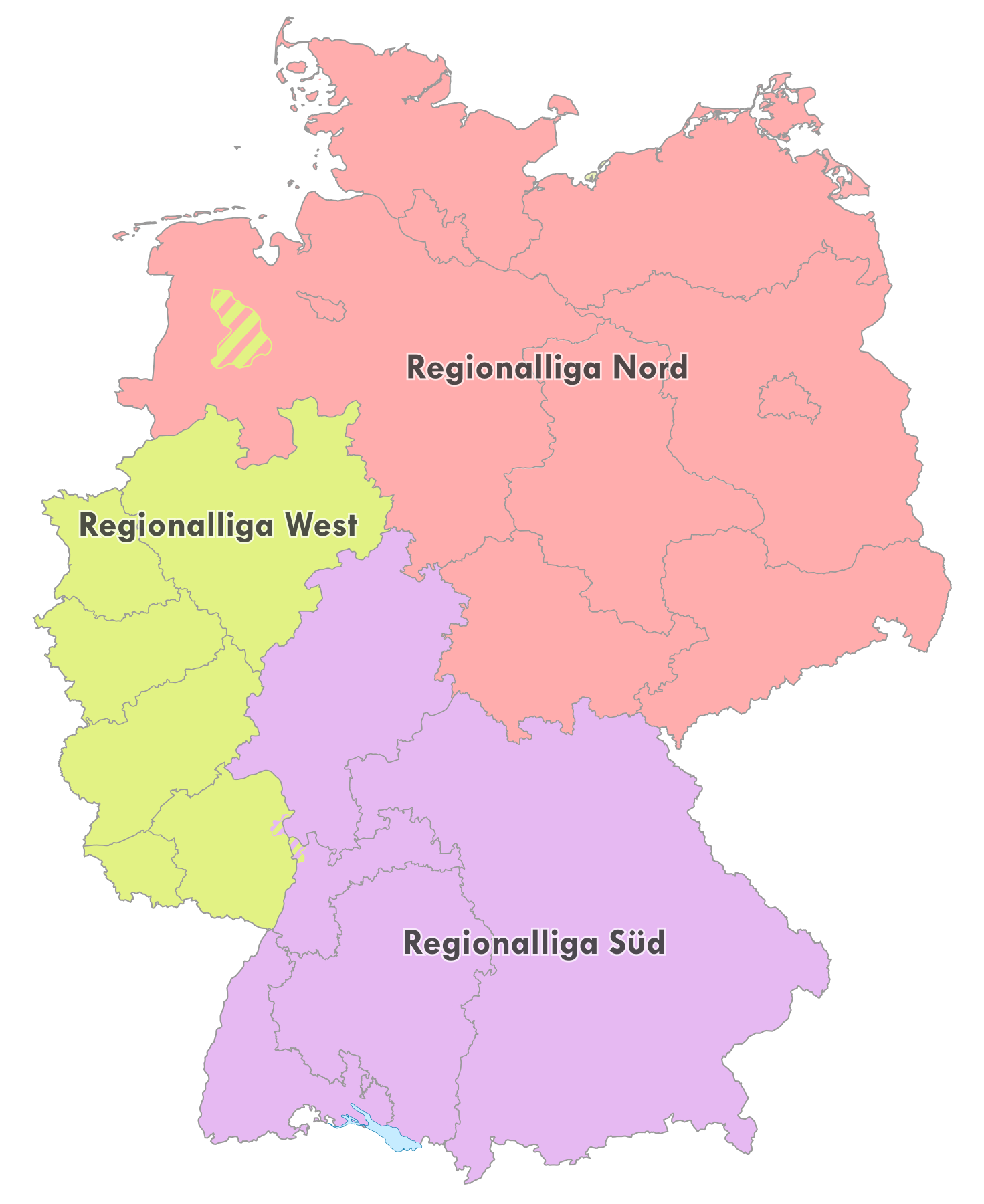
2008年から2012年
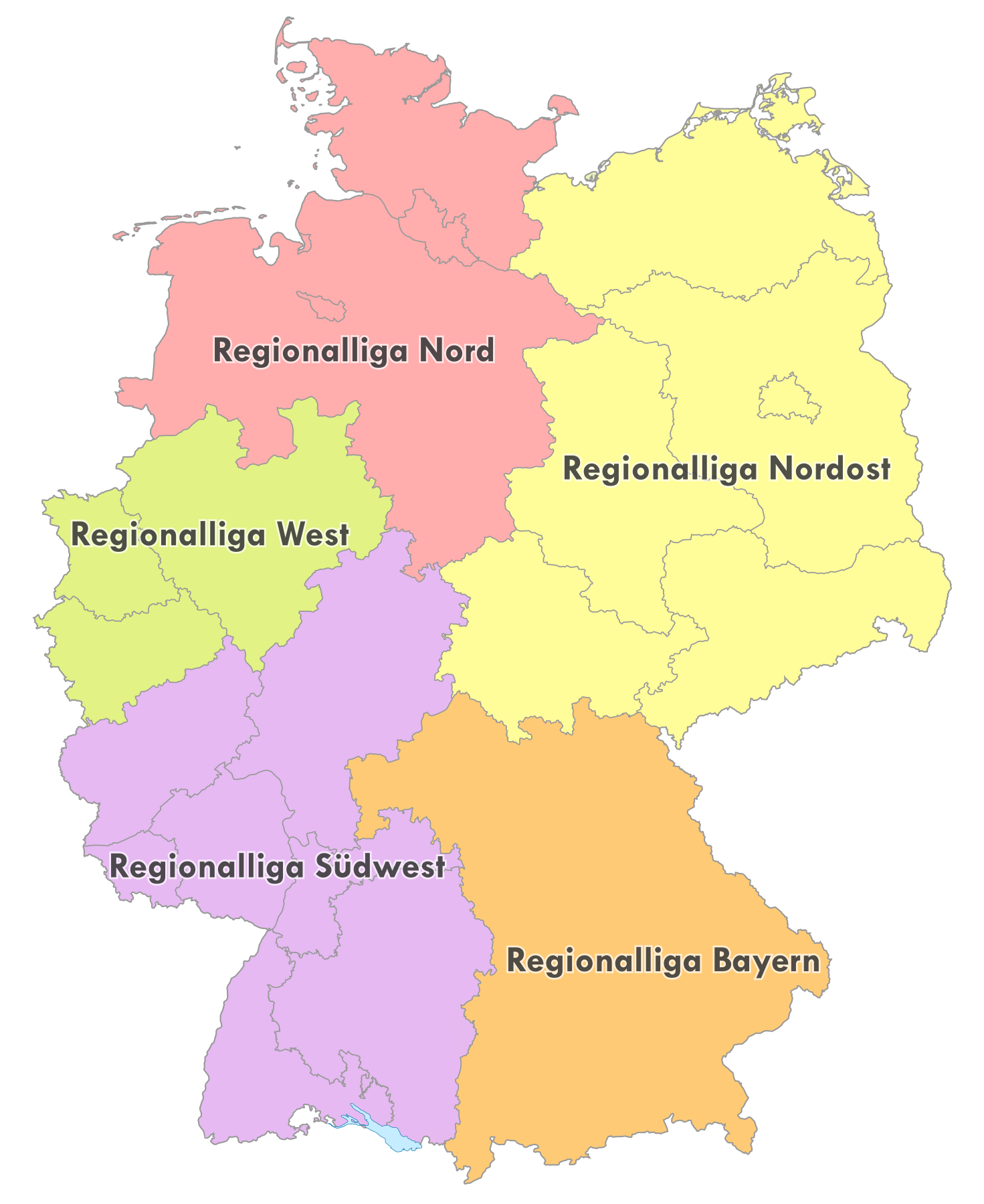
2012年以降

## レギオナルリーガ規則
- レギオナルリーガに所属するクラブはドイツサッカー連盟からライセンスを取得しなければならない。
  - レギオナルリーガのライセンスを得るには、財政面での健全性、スタジアムの安全性、そしてユースチームの設置が必要となる。
  - ライセンスは毎年1回更新する。
- 少なくとも6人のドイツ国籍かつ24歳以下の選手をベンチ入りさせなければならない。
- 少なくとも2人のドイツ国籍かつ21歳以下の選手をベンチ入りさせなければならない。
- 非EU国籍の選手は最大3人までベンチ入りさせることができる。

### 昇格・降格

#### 2000-01シーズンから2007-08シーズンまで
2.ブンデスリーガへの昇格枠は4。各ブロックの上位2クラブが自動昇格し、15位以降のクラブはオーバーリーガに自動降格した。

#### 2008-09シーズンから2011-12シーズンまで
3.リーガへの昇格枠は3。各ブロックの優勝クラブが自動昇格し、西部と南部から3クラブ、北部から4クラブがオーバーリーガに自動降格した。

#### 2012-13シーズンから2017-18シーズンまで
3.リーガへの昇格枠は3。レギュラーシーズン終了後、各ブロックの優勝5クラブと、DFBに加盟するクラブ数とレギオナルリーガ参加クラブ数が最も多いブロック（南西部）の準優勝クラブの計6クラブを3つの対戦カードに振り分け、ホーム・アンド・アウェー方式のプレーオフを行い、勝利した3クラブが3.リーガへと昇格する。ただし、3.リーガにAチームが所属しているクラブのBチームは昇格することができない。
オーバーリーガへの降格枠はブロックごとに1～3が設定されているが、3.リーガからの降格クラブ数によって変動する。バイエルンには降格プレーオフがある。Aチームがレギオナルリーガへ降格してきた場合、そのクラブのBチームは強制降格となる。また、ライセンス取消や破産した場合には強制降格となる。
この方式は、各ブロックの優勝クラブが3.リーガへ自動昇格することが不可能だったため、クラブやファンから批判を浴びた。

#### 2018-19シーズンから
上述の批判を受けて、DFB連邦議会は2017年12月、2018-19シーズンからの3.リーガへの昇格枠を4に拡大すると発表した。このうち自動昇格枠は3つで、連邦議会ないし抽選によって事前に決められた3ブロックの優勝クラブが対象となる。残る2ブロックの優勝クラブは、残り1つの昇格枠を賭けてホーム・アンド・アウェー方式の昇格プレーオフに参加、勝者が昇格する。またこの決定により、南西部2位クラブの昇格は原則不可能となったが、南西部優勝クラブは向こう2シーズンに亘って自動昇格する。抽選の結果、2018-19シーズンに昇格プレーオフの対象となったのは北部及びバイエルンであったが、その代わりとして、2019-20シーズンの自動昇格枠2つが両ブロックに割り当てられ、2018-19シーズンに自動昇格の対象とあった北東部と西部は昇格プレーオフの対象となった。
2019年9月、DFB連邦議会は、2020-21シーズンより、3つある3.リーガへの自動昇格枠のうちの2つを南西部および西部に固定し、残る1つの自動昇格枠を、北部・北東部・バイエルンの3ブロックに輪番で割り当てると発表した。輪番順は抽選によって、北東部→バイエルン→北部となった。2つの自動昇格枠を南西部および西部に固定する理由として、DFB連邦議会は、「南西部と西部の地域は大都市が多くあり、ドイツの地域協会に所属する約25,000の男子チームのうち、50%以上が当該地域に属している」ためだと説明している。
降格に関するレギュレーションに変更はなく、2017-18シーズンまでと同様である。
| シーズン | バイエルンチャンピオン | ノルトチャンピオン | ノルトオストチャンピオン | ズュートヴェストチャンピオン | ヴェストチャンピオン |
| -------- | ---------------------- | ------------------ | ------------------------ | ---------------------------- | -------------------- |
| 2018-19  | 昇格プレーオフ         | 昇格プレーオフ     | 自動昇格                 | 自動昇格                     | 自動昇格             |
| 2019-20  | 自動昇格               | 自動昇格           | 昇格プレーオフ           | 自動昇格                     | 昇格プレーオフ       |
| 2020-21  | 昇格プレーオフ         | 昇格プレーオフ     | 自動昇格                 | 自動昇格                     | 自動昇格             |
| 2021-22  | 自動昇格               | 昇格プレーオフ     | 昇格プレーオフ           | 自動昇格                     | 自動昇格             |
| 2022-23  | 昇格プレーオフ         | 自動昇格           | 昇格プレーオフ           | 自動昇格                     | 自動昇格             |
| 2023-24  | 昇格プレーオフ         | 昇格プレーオフ     | 自動昇格                 | 自動昇格                     | 自動昇格             |

| 凡例                          |
| ----------------------------- |
| DFB連邦議会決定による自動昇格 |
| 抽選/輪番による自動昇格       |
| 昇格プレーオフ                |

## 2023-24シーズン所属クラブ

### レギオナルリーガ・ノルト
| クラブ （原語表記）                                                                        | ホームタウン                                     | ホームスタジアム                             | 収容人数 | 2022-23シーズン成績                                                                                              |
| ------------------------------------------------------------------------------------------ | ------------------------------------------------ | -------------------------------------------- | -------- | --- |
| SVメッペン （Sportverein Meppen 1912 e.V.）                                                | メッペン                                         | ハンシュ＝アレーナ                           | 13,696   | 3.リーガ17位 |
| VfBオルデンブルク （Verein für Bewegungsspiele von 1897 e.V. Oldenburg）                   | オルデンブルク                                   | マルシュヴェーク＝シュタディオン             | 15,200   | 3.リーガ18位 |
| ハンブルガーSV II （Hamburger Sport-Verein e.V. II）                                       | ハンブルク                                       | シュポルトパルク・アイムスビュッテル         | 2,018    | 2位 |
| ハノーファー96 II （Hannoverscher Sportverein von 1896 e.V. II）                           | ハノーファー                                     | アイレンリーデシュタディオン                 | 2,500    | 3位 |
| FCトイトニア05オッテンゼン （F.C. Teutonia von 1905 e.V. Altona-Ottensen）                 | ハンブルクアルトナ区オッテンゼン                 | シュタディオン・ホーエルフト                 | 5,000    | 4位 |
| SCヴァイヒェ・フレンスブルク08 （Sport-Club Weiche Flensburg von 1908 e.V.）               | フレンスブルク                                   | マンフレート＝ヴェルナー＝シュタディオン     | 2,500    | 5位 |
| TSVハフェルゼ （Turn- und Sportverein Havelse 1912 e.V.）                                  | ガルプセンハーフェルゼ地区                       | ヴィルヘルム＝ラングレーア＝シュターディオン | 3,500    | 6位 |
| FCザンクトパウリII （Fußball-Club St Pauli von 1910 e.V. II）                              | ハンブルクハンブルク＝ミッテ区ザンクトパウリ     | エドムント＝プラムベック＝シュタディオン     | 5,068    | 7位 |
| SVドロホターゼン/アッセル （Spielvereinigung Drochtersen/Assel e.V.）                      | ドロホターゼンアッセル地区                       | ケーディンガー・シュタディオン               | 3,000    | 8位 |
| TuSブラウ＝ヴァイス・ローネ （Turn- und Sportverein Blau-Weiß Lohne von 1894 e.V.）        | フェチュタローネ                                 | ハインツ＝デットマー＝シュタディオン         | 6,000    | 9位 |
| FCアイントラハト・ノルダーシュテット03 （Fußballclub Eintracht Norderstedt von 2003 e.V.） | ノルダーシュテット                               | エドムント＝プラムベック＝シュタディオン     | 5,068    | 10位 |
| SSVイェッデローII （Spiel- und Sportverein Jeddeloh II e.V.）                              | エーデヴェヒトイェッデローII地区                 | 53acht°アレーナ                              | 2,500    | 11位 |
| ホルシュタイン・キールII （Kieler Sportvereinigung Holstein von 1900 e.V. II）             | キール                                           | ツィッティ・フースバル・パルク               | 3,000    | 12位 |
| 1.FCフェーニクス・リューベック （1. FC Phönix im LBV Phönix von 1903 e.V.）                | リューベック                                     | シュタディオン・フルークプラッツ             | 1,000    | 13位 |
| ブレーマーSV （Bremer Sport-Verein 1906 e.V.）                                             | ブレーメン                                       | シュタディオン・アム・パンツェンベルク       | 5,000    | 14位 入替戦勝利により残留                                                                                        |
| SCシュペレ＝フェンハウス （Sportclub Spelle-Venhaus 1946 e.V.）                            | シュペレ フェンハウス                            | ゲトレンケ・ホフマン・シュタディオン         | 4,000    | オーバーリーガ・ニーダーザクセン1位                                                                              |
| アイムスビュッテラーTV （Eimsbütteler Turnverband e.V.）                                   | ハンブルクアイムスビュッテル区アイムスビュッテル | ETV-シュポルツェントルム・ホーエルフト       | 1,100    | オーバーリーガ・ハンブルク3位 1位・2位クラブの昇格辞退により昇格プレーオフ繰り上げ進出、 昇格プレーオフ1位で昇格 |
| FCキリア・キール （Fußball-Club Kilia Kiel von 1902 e.V.）                                 | キール                                           | キリア＝シュタディオン                       | 5,500    | オーバーリーガ・シュレースヴィヒ＝ホルシュタイン1位 昇格プレーオフ2位で昇格                                      |

### レギオナルリーガ・ノルトオスト
| クラブ （原語表記）                                                                                     | ホームタウン                                                 | ホームスタジアム                                                                                            | 収容人数 | 2022-23シーズン成績                 |
| --- | ------------------------------------------------------------ | --- | -------- | ----------------------------------- |
| FSVツヴィッカウ （Fußball-Sport-Verein Zwickau e.V.）                                                   | ツヴィッカウ                                                 | GGZ-アレーナ                                                                                                | 10,134   | 3.リーガ19位                        |
| FCエネルギー・コットブス （Fußballclub Energie Cottbus e.V.）                                           | コトブス                                                     | シュタディオン・デア・フロイントシャフト                                                                    | 22,528   | 1位                                 |
| FCカール・ツァイス・イェーナ （Fußballclub Carl Zeiss Jena e.V.）                                       | イェーナ                                                     | エルンスト＝アッベ＝シュポルトフェルト                                                                      | 12,990   | 2位                                 |
| FCロート＝ヴァイス・エアフルト （Fußballclub Rot-Weiß Erfurt e.V.）                                     | エアフルト                                                   | シュタイガーヴァルトシュタディオン・プレゼンティーアト・ フォン・デア・メーディアングルッペ・テューリンゲン | 18,599   | 3位                                 |
| 1.FCロコモティヴェ・ライプツィヒ （1. Fußballclub Lokomotive Leipzig, Verein für Bewegungsspiele e.V.） | ライプツィヒ                                                 | ブルーノ＝プラヘ＝シュタディオン                                                                            | 15,600   | 4位                                 |
| VSGアルトグリーニッケ （Volkssport Gemeinschaft Altglienicke e.V.）                                     | ベルリントレプトウ＝ケーペニック区アルトグリーニッケ         | フリードリヒ・ルートヴィヒ・ヤーン運動公園                                                                  | 19,708   | 5位                                 |
| ベルリナーFCディナモ （Berliner Fussball Club Dynamo e.V.）                                             | ベルリンリヒテンベルク区アルト＝ホーエンシェンハウゼン       | シュタディオン・イム・シュポルトフォールム                                                                  | 7,800    | 6位                                 |
| BSGヒェミー・ライプツィヒ （Betriebssportgemeinschaft Chemie Leipzig e.V.）                             | ライプツィヒ                                                 | アルフレート＝クンツェ＝シュポルトパルク                                                                    | 4,999    | 7位                                 |
| ケムニッツァーFC （Chemnitzer Fußballclub e.V.）                                                        | ケムニッツ                                                   | シュタディオン・アン・デア・ゲラートシュトラーセ                                                            | 15,000   | 8位                                 |
| ヘルタ・ベルリンII （Hertha, Berliner Sport-Club e.V. II）                                              | ベルリン                                                     | シュタディオン・アウフ・デム・ヴルフプラッツ                                                                | 5,400    | 9位                                 |
| SVバーベルスベルク03 （Sportverein Babelsberg 03 e.V.）                                                 | ポツダムバーベルスベルク地区                                 | カール＝リープクネヒト＝シュタディオン                                                                      | 10,787   | 10位                                |
| ベルリナーAK07 （Berliner Athletik-Klub 07 e.V.）                                                       | ベルリンミッテ区モアビート                                   | ポストシュタディオン                                                                                        | 10,000   | 11位                                |
| FCヴィクトリア1889ベルリン （Fußballclub Viktoria 1889 Berlin Lichterfelde-Tempelhof e.V.）             | ベルリンシュテーグリッツ＝ツェーレンドルフ区リヒターフェルデ | シュタディオン・リヒターフェルデ                                                                            | 4,300    | 12位                                |
| FSV 63ルッケンヴァルデ （Fussballsportverein 63 Luckenwalde e.V.）                                      | ルッケンヴァルデ                                             | ヴェルナー＝ゼーレンビンダー＝シュタディオン                                                                | 3,000    | 13位                                |
| グライフスヴァルダーFC （Greifswalder FC e.V.）                                                         | グライフスヴァルト                                           | フォルクスシュタディオン・グライフスヴァルト                                                                | 4,990    | 14位                                |
| ZFCモイゼルヴィッツ （Zipsendorfer Fußballclub Meuselwitz e.V.）                                        | モイゼルヴィッツ                                             | ブルーチップ＝アレーナ                                                                                      | 5,260    | 15位                                |
| ハンザ・ロストックII （ Fußballclub Hansa Rostock e.V. II）                                             | ロストック                                                   | オストゼーシュタディオン                                                                                    | 29,000   | オーバーリーガ・ノルトオスト北部1位 |
| FCアイレンブルク （ Fußballclub Eilenburg e.V.）                                                        | アイレンブルク                                               | イルブルク＝シュタディオン                                                                                  | 5,600    | オーバーリーガ・ノルトオスト南部1位 |

### レギオナルリーガ・ズュートヴェスト
| クラブ （原語表記）                                                                           | ホームタウン                             | ホームスタジアム                                               | 収容人数 | 2022-23シーズン成績                                                             |
| --------------------------------------------------------------------------------------------- | ---------------------------------------- | -------------------------------------------------------------- | -------- | ------------------------------------------------------------------------------- |
| TSVシュタインバハ・ハイガー （Turn- und Sportverein Steinbach 1921 e.V.）                     | ハイガーシュタインバハ地区               | SIBRE-シュポルトツェントルム・ハールヴァーゼン・ハイガー       | 4,990    | 2位                                                                             |
| TSG1899ホッフェンハイムII （Turn‑ und Sportgemeinschaft Hoffenheim 1899 e.V. II）             | ジンスハイムホッフェンハイム地区         | ディートマール＝ホップ＝シュタディオン                         | 6,350    | 3位                                                                             |
| FC 08ホンブルク （Fußball-Club 08 Homburg-Saar e.V.）                                         | ホンブルク                               | ヴァルトシュタディオン・ホンブルク                             | 16,488   | 4位                                                                             |
| FSVフランクフルト （Fußballsportverein Frankfurt 1899 e.V.）                                  | フランクフルト・アム・マイン             | PSDバンク・アレーナ                                            | 12,542   | 5位                                                                             |
| TSGバーリンゲン・フースバル （TSG Balingen Fußball e.V.）                                     | バーリンゲン                             | ビーツァーバ＝アレーナ                                         | 8,000    | 6位                                                                             |
| キッカーズ・オッフェンバッハ （Offenbacher Fußball Club Kickers 1901 e.V.）                   | オッフェンバッハ・アム・マイン           | シュタディオン・アム・ビーベラー・ベルク                       | 20,500   | 7位                                                                             |
| VfBシュトゥットガルトII （Verein für Bewegungsspiele Stuttgart 1893 e.V. II）                 | シュトゥットガルト                       | ロベルト＝シュリーンツ＝シュタディオン                         | 5,000    | 8位                                                                             |
| 1.FSVマインツ05 II （1. Fußball- und Sportverein Mainz 05 e.V. II）                           | マインツ                                 | ブルフヴェークシュタディオン                                   | 7,378    | 9位                                                                             |
| バーリンガーSC （Bahlinger Sportclub e.V.）                                                   | バーリンゲン・アム・カイザーシュトゥール | カイザーシュトゥールシュタディオン                             | 4,000    | 10位                                                                            |
| SGバロックシュタット・フルダ＝レーネルツ （Sportgemeinschaft Barockstadt Fulda-Lehnerz e.V.） | フルダレーネルツ地区                     | シュポルトパルク・ヨハニザウ                                   | 5,000    | 11位                                                                            |
| FC-アストリア・ヴァルドルフ （FC-Astoria Walldorf e.V.）                                      | ヴァルドルフ                             | シュタディオン・イム・ディートマール＝ホップ＝シュポルトパルク | 5,000    | 12位                                                                            |
| KSVヘッセン・カッセル （Kasseler Sport-Verein Hessen e.V.）                                   | カッセル                                 | アウエシュタディオン                                           | 18,737   | 13位                                                                            |
| SGVフライベルク・フースバル （Sport- und Gesangsverein Freiberg Fußball e.V.）                | フライベルク・アム・ネッカー             | ヴァーゼンシュタディオン                                       | 4,000    | 14位                                                                            |
| VfRアーレン （Verein für Rasenspiele 1921 e.V. Aalen）                                        | アーレン                                 | ツェントゥス＝アレーナ                                         | 14,500   | 15位                                                                            |
| シュトゥットガルター・キッカーズ （Sportverein Stuttgarter Kickers e.V.）                     | シュトゥットガルトデーガーロホ地区       | ガズィ＝シュタディオン・アウフ・デア・ヴァルダウ               | 11,408   | オーバーリーガ・バーデン＝ヴュルテンベルク1位                                   |
| アイントラハト・フランクフルトII （Eintracht Frankfurt e.V. II）                              | フランクフルト・アム・マイン             | アホーン・キャンプ・シュポルトパルク                           | 2,530    | ヘッセンリーガ1位                                                               |
| TSVショット・マインツ （Turn- und Sportverein Schott Mainz e.V.）                             | マインツ                                 | オットー＝ショット＝シュポルトツェントルム                     | 3,000    | オーバーリーガ・ラインラント＝プファルツ/ザール1位                              |
| TuSコブレンツ （Turn- und Spielvereinigung Koblenz 1911 e.V.）                                | コブレンツ                               | シュタディオン・オーバーヴェルト                               | 9,500    | オーバーリーガ・ラインラント＝プファルツ/ザール2位 昇格プレーオフ勝利により昇格 |

### レギオナルリーガ・ヴェスト
| クラブ （原語表記）                                                                          | ホームタウン                 | ホームスタジアム                                     | 収容人数 | 2022-23シーズン成績                                                                   |
| -------------------------------------------------------------------------------------------- | ---------------------------- | ---------------------------------------------------- | -------- | ------------------------------------------------------------------------------------- |
| ヴッパーターラーSV （Wuppertaler Sportverein e.V.）                                          | ヴッパータール               | シュタディオン・アム・ツォー                         | 23,067   | 2位                                                                                   |
| ボルシア・メンヒェングラートバッハII （Borussia Verein für Leibesübungen 1900 e.V. II）      | メンヒェングラートバッハ     | グレンツラントシュタディオン                         | 10,000   | 3位                                                                                   |
| SVレーディングハウゼン （Sportverein Rödinghausen e.V.）                                     | レーディングハウゼン         | ヘッカー＝ヴィーエンシュタディオン                   | 3,140    | 4位                                                                                   |
| SCフォルトゥナ・ケルン （Sport-Club Fortuna Köln 1920 e.V.）                                 | ケルン                       | ズュートシュタディオン                               | 11,748   | 6位                                                                                   |
| SCロート＝ヴァイス・オーバーハウゼン （SC Rot-Weiß Oberhausen-Rheinland e.V.）               | オーバーハウゼン             | シュタディオン・ニーダーライン                       | 17,165   | 7位                                                                                   |
| アレマニア・アーヘン （Aachener Turn- und Sportverein Alemannia 1900 e.V.）                  | アーヘン                     | ティヴォリ・メルクーア                               | 32,960   | 8位                                                                                   |
| シャルケ04 II （Fußballclub Gelsenkirchen-Schalke 04 e.V. II）                               | ゲルゼンキルヒェン           | パルクシュタディオン                                 | 2,999    | 9位                                                                                   |
| 1.FCデューレン （1. Fußballclub Düren e.V.）                                                 | デューレン                   | ヴェストカンプフバーン                               | 6,000    | 10位                                                                                  |
| SVリップシュタット08 （Spielverein Lippstadt 08 e.V.）                                       | リップシュタット             | リーベルト＝アレーナ                                 | 4,000    | 11位                                                                                  |
| SCヴィーデンブリュック （Sport-Club Wiedenbrück e.V.）                                       | レーダ＝ヴィーデンブリュック | ヤーンシュタディオン                                 | 3,000    | 12位                                                                                  |
| フォルトゥナ・デュッセルドルフII （Düsseldorfer Turn- und Sportverein Fortuna 1895 e.V. II） | デュッセルドルフ             | パウル＝ヤーネス＝シュタディオン                     | 7,200    | 13位                                                                                  |
| 1.FCケルンII （1. Fußball-Club Köln 01/07 e.V. II）                                          | ケルン                       | フランツ＝クレーマー＝シュタディオン                 | 5,457    | 14位                                                                                  |
| 1.FCボホルト （1. Fußballclub Bocholt 1900 e.V.）                                            | ボホルト                     | シュタディオン・アム・ヒュンティング                 | 3,576    | 15位                                                                                  |
| ロート・ヴァイス・アーレン （Rot Weiss Ahlen e.V.）                                          | アーレン                     | ヴァーゼシュタディオン                               | 12,500   | 16位                                                                                  |
| SSVgフェルバート （Sport- und Spielvereinigung Velbert 1902 e.V.）                           | フェルバート                 | IMSアレーナ                                          | 3,000    | オーバーリーガ・ニーダーライン1位                                                     |
| FCギュータースロー （Fußball-Club Gütersloh e.V.）                                           | ギュータースロー             | オーレンドルフ・シュタディオン・イム・ハイデヴァルト | 8,400    | オーバーリーガ・ヴェストファーレン1位                                                 |
| SCパーダーボルン07 II （SC Paderborn 07 e.V. II）                                            | パーダーボルン               | ホーム・デラックス・アレーナ                         | 15,000   | オーバーリーガ・ヴェストファーレン3位 2位クラブに昇格の権利がなかったため繰り上げ昇格 |
| FCヴェークベルク＝ベーク （Fussballclub Wegberg-Beeck 1920 e.V.）                            | ヴェークベルク               | ヴァルトシュタディオン                               | 5,000    | ミッテルラインリーガ2位 1位クラブの昇格辞退により繰り上げ昇格                         |

### レギオナルリーガ・バイエルン
| クラブ （原語表記）                                                                           | ホームタウン             | ホームスタジアム | 収容人数                                               | 2022-23シーズン成績                          |
| --------------------------------------------------------------------------------------------- | ------------------------ | --- | ------------------------------------------------------ | -------------------------------------------- |
| SpVggバイロイト （Spielvereinigung Oberfranken Bayreuth von 1921 e.V.）                       | バイロイト               | ハンス＝ヴァルター＝ヴィルト＝シュタディオン                                                                             | 21,500                                                 | 3.リーガ20位                                 |
| ヴュルツブルガー・キッカーズ （ Fußball-Club Würzburger Kickers e.V.）                        | ヴュルツブルク           | エイコン・アレーナ | 13,090                                                 | 2位                                          |
| FCバイエルン・ミュンヘンII （Fußball-Club Bayern München e.V. II）                            | ミュンヘン               | シュテッティシェス・シュタディオン・ アン・デア・グリューンヴァルダー・シュトラーセ                                      | 15,000                                                 | 3位                                          |
| 1.FCニュルンベルクII （1. Fußball-Club Nürnberg, Verein für Leibesübungen e.V. II）           | ニュルンベルク           | マックス＝モアロック＝プラッツ                                                                                           | 7,000                                                  | 4位                                          |
| ヴィクトリア・アシャッフェンブルク （Sportverein Viktoria 01 e.V.）                           | アシャッフェンブルク     | シュタディオン・アム・シェーンブシュ                                                                                     | 6,620                                                  | 5位                                          |
| 1.FCシュヴァインフルト05 （1. Fussball-Club Schweinfurt 1905, Verein für Leibesübungen e.V.） | シュヴァインフルト       | ザクス＝シュタディオン                                                                                                   | 15,060                                                 | 6位                                          |
| SVヴァッカー・ブルクハウゼン （Sportverein Wacker Burghausen e.V.）                           | ブルクハウゼン           | ヴァッカー＝アレーナ | 10,000                                                 | 7位                                          |
| SpVggグロイター・フュルトII （Spielvereinigung Greuther Fürth e.V. II）                       | フュルト                 | コンラート＝アモン＝プラッツ                                                                                             | 3,000                                                  | 8位                                          |
| FVイラーティッセン （Fußballverein Illertissen e.V.）                                         | イラーティッセン         | フェーリンシュタディオン                                                                                                 | 3,000                                                  | 9位                                          |
| FCアウクスブルクII （Fußball-Club Augsburg 1907 e.V. II）                                     | アウクスブルク           | ローゼナウシュタディオン                                                                                                 | 28,000                                                 | 10位                                         |
| TSVアウプシュタット （Turn- und Sportverein Aubstadt 1921 e.V.）                              | アウプシュタット         | NGN-アレーナ | 3,000                                                  | 11位                                         |
| TSVブーフバハ （Turn- und Sportverein Buchbach e.V.）                                         | ブーフバハ               | SMR-アレーナ | 2,500                                                  | 12位                                         |
| DJKフィルツィング （ Deutsche Jugendkraft Vilzing e.V.）                                      | カームフィルツィング地区 | マンフレート＝ツォルナー＝シュタディオン                                                                                 | 3,480                                                  | 13位                                         |
| テュルクギュジュ・ミュンヘン （Türkgücü München e.V.）                                        | ミュンヘン               | シュテッティシェス・シュタディオン・ アン・デア・グリューンヴァルダー・シュトラーセ シュポルトパルク・ハイムシュテッテン | 15,000(グリューンヴァルダー) 2,500(ハイムシュテッテン) | 14位                                         |
| SpVggアンスバッハ09 （Spielvereinigung Ansbach 09 e.V.）                                      | アンスバッハ             | クサーヴァー＝バーチュ＝シュポルトパルク                                                                                 | 5,000                                                  | 15位 入替戦勝利により残留                    |
| FCアイントラハト・バンベルク2010 （Fußball-Club Eintracht Bamberg 2010 e.V.）                 | バンベルク               | フクス＝パルク＝シュタディオン                                                                                           | 5,200                                                  | バイエルンリーガ北部1位                      |
| SVシャルディング＝ハイニング （Sportverein Schalding-Heining e.V.）                           | パッサウ                 | シュテッティシェ・シュポルトアンラーゲ・ アム・ロイトヒンガー・ヴェーク                                                  | 2,500                                                  | バイエルンリーガ南部1位                      |
| FCメミンゲン （Fußball-Club Memmingen 1907 Verein für Leibesübungen e.V.）                    | メミンゲン               | メミンガー・アレーナ | 4,990                                                  | バイエルンリーガ南部2位 入替戦勝利により昇格 |